# Boucherville
Boucherville es una ciudad de la provincia de Quebec, Canadá. Es una de las ciudades que conforman la Comunidad metropolitana de Montreal y, a su vez, forma parte de la aglomeración y conferencia regional de elecciones de Longueuil en la región de Montérégie. Forma parte de las circunscripciones electorales de Marguerite-D'Youville a nivel provincial y de Longueuil−Pierre-Boucher y Verchères−Les Patriotes a nivel federal.

## Geografía
Boucherville se encuentra ubicada en las coordenadas 45°36′00″N 73°27′00″O / 45.60000, -73.45000. Según Statistique Canada, tiene una superficie total de 70,81 km² y es una de las 1135 municipalidades en las que está dividido administrativamente el territorio de la provincia de Quebec.

## Demografía
Según el censo de Canadá de 2011, había 40 753 personas residiendo en esta ciudad con una densidad de población de 575,5 hab./km². Los datos del censo mostraron que de las 39 062 personas en 2006, en 2011 hubo un cambio poblacional, con un aumento de 1691 habitantes (4,3%). El número total de inmuebles particulares resultó de 16 521, con una densidad de 28,71 inmuebles por km². El número total de viviendas particulares que se encontraban ocupadas por residentes habituales fue de 16 236.